# Primage

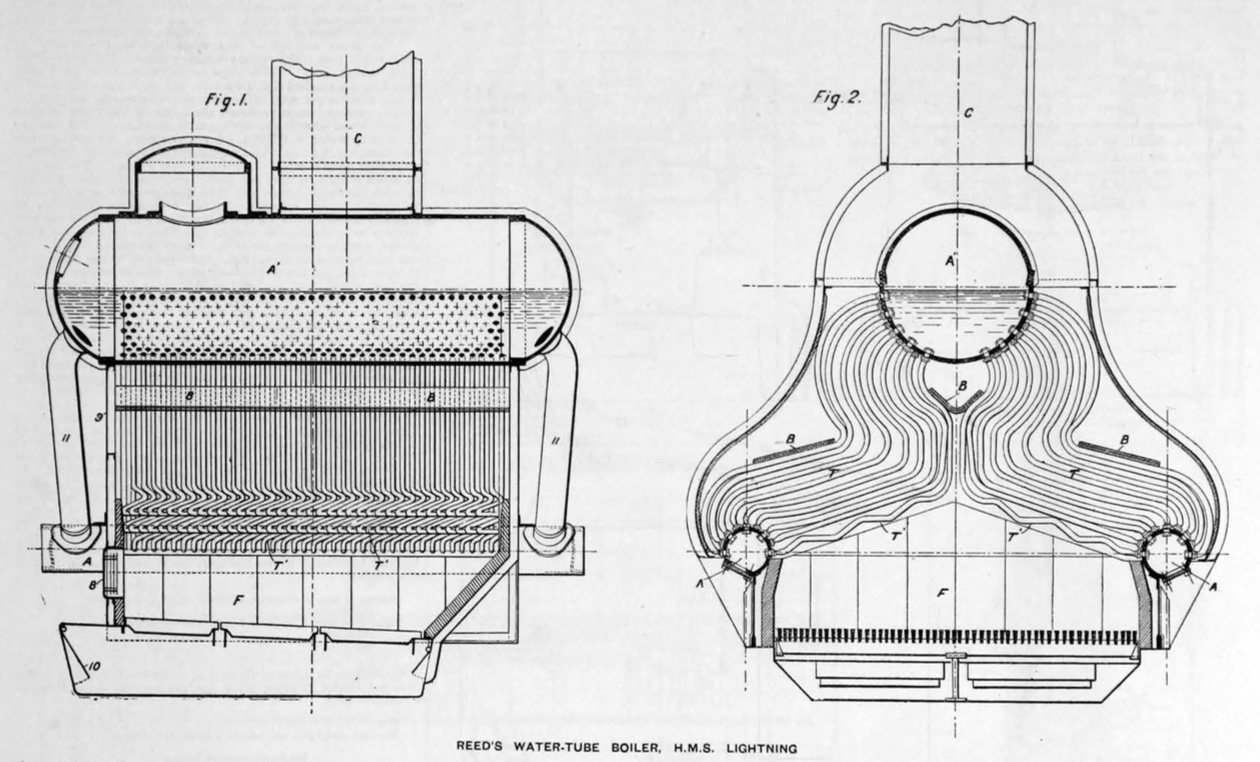
Coupe d'une chaudière à tubes d'eau. Le dôme supérieur est conçu pour limiter le primage, y compris à des taux d'évaporation élevés

Le primage est le transfert néfaste de grandes quantités de solides sous forme de gouttelettes d'eau dans la vapeur produite par une chaudière,, un appareil de distillation ou tout type de bouilleur. Ces gouttelettes se présentent sous la forme de mousse ou de brume. Ce phénomène est dû à la contamination de l'eau par des sels minéraux ou des matières en suspension, présents dans l'eau lorsqu'elle est portée à ébullition. Le primage diminue voire endommage le fonctionnement des appareils.       

## Étymologie
Primage (priming) est tiré de l'anglais to prime, qui signifie « remplir, charger, amorcer ».

## Origine
Le primage est relatif à la viscosité de l'eau et à sa tendance à mousser. Ces propriétés sont commandées par les impuretés dans l'eau des chaudières, l'alcalinité, la présence de certaines substances organiques, la salinité ou le MDT (matière dissoute totale). Le degré de primage dépend aussi de la conception de la chaudière et de son taux de vapeur. 
Le primage peut être causé par, : 
- une mauvaise conception ou construction de la chaudière,
- des régimes excessifs, c'est-à-dire un puisage trop important qui fait chuter la pression et conduit à une forte ébullition,
- une viscosité de l'eau trop élevée,
- la présence de matières en suspension,
- la présence de produits tensioactifs qui en abaissant la tension superficielle augmentent le moussage,
- des fluctuations soudaines de la demande de vapeur.

## Conséquences
Les vésicules d'eau polluent la vapeur et la rendent érodante pour les parois qu'elles rencontrent à leur passage.  
Les minéraux et les matières en suspension quant à eux, sont susceptibles de se déposer en aval lors d'une surchauffe de la vapeur ou d'être entraînés dans le flux de vapeur la rendant impropre à certaines utilisations. Ces accumulations ont une composition similaire à celle des solides dissous dans l'eau de chaudière.  
Dans le cas du turbinage de la vapeur, ces sels sont très préjudiciables à la turbine, car ils induisent un balourd du rotor de la turbine pouvant aller jusqu'à sa rupture.
Dans un surchauffeur, ils entraînent la formation de dépôts de cristaux de sels sur les tubes du surchauffeur, où ils conduisent souvent à une rupture des tuyaux.   
Ils occasionnent aussi une baisse du rendement énergétique de la vapeur.   
Dans un appareil à distiller, le primage est un événement accidentel dû à une contamination du distillat par des substances indésirables telles que des substances pyrogènes. La séparation gaz-liquide se fait mal et du liquide remonte dans la colonne entraîné par la vapeur .

### Primage chimique
Si la concentration en sels est trop élevée dans la chaudière, de la mousse se forme à la surface de l'eau, cette mousse, une fois qu'elle est entraînée avec la vapeur risque de corroder le réseau. C'est le phénomène de primage chimique.

### Primage mécanique
C'est un phénomène d'entraînement de l'eau de chaudière, quand celle-ci est portée trop rapidement à ébullition, par exemple lors d'une baisse brutale de la pression de l'appareil par exemple.

## Différence entre le primage et le moussage
Le moussage est la formation de bulles ou de mousse à la surface de l'eau des chaudières. Lorsqu'elles sont entraînées avec la vapeur, elles sont alors à l'origine du primage et sortent avec la vapeur. 
Les substances telles que les semences alcalines, les huiles, les corps gras, les graisses, certaines matières organiques et les solides en suspension sont particulièrement favorables au moussage. En théorie, les solides en suspension se rassemblent sur un film à la surface entourant la bulle de vapeur et la rendent plus dure. Ainsi, la bulle de vapeur résiste à la cassure et s'accumule en mousse. Plus les particules sont fines, plus grande est leur accumulation en bulle. 

## Prévention

### Chaudières
La mesure la plus courante pour empêcher le moussage et le primage est de maintenir la concentration en solides dans l'eau de chaudière à des niveaux faibles. 
En évitant les teneurs élevées en solides, les charges excessives dans la chaudière ou les changements soudains de charge, les phénomènes sont réduits. 
Très souvent, les condensats contaminés sont recyclés et retournent en chaudière, entraînant des problèmes de transfert. Dans ce cas, le condensat doit être rejeté jusqu'à que la source de contamination soit éliminée. 
L'utilisation d'agents chimiques anti-moussage et anti-primage, mélange d'agents tensio-actifs, élimine la mousse, empêche le transfert de fines particules dans la vapeur et peut être très efficace pour empêcher le primage. 

### Déconcentration
En fonctionnement, les sels s'accumulent dans la chaudière et doivent être éliminés par une purge de déconcentration afin d'éviter le primage chimique. 
L'impact énergétique pour la chaudière est la perte de chaleur consécutive à la purge, en plus de la nécessité de compenser l'eau purgée. 
| Origine                                            | Quantification                                                             | Chiffres types                                                                    | Moyen de lutte                                                              |
| Ensemble de sels naturellement présents dans l'eau | Conductivité (µS/cm), image de la salinité (1µs/cm=0.7mg/l de sels totaux) | Eau chargée : 1000µS Eau classique : 400µS Valeur idéale : la plus basse possible | Déminéralisation Osmoseur en amont Purge de déconcentration de la chaudière |

### Colonnes à distiller
Dans un appareil à distiller, le primage peut être évité par un aménagement bien conçu de l'espace d'expansion de la vapeur et par l'interposition d’obstacles mécaniques destinés à retenir les vésicules.